# Jens Tillufsen Bjelke
Jens Tillufsen Bjelke, död 1559, var en dansk ädling.
Bjelke for vid mitten av 1500-talet till Norge och äktade där Lucie Gyldenlöve, dotter till den namnkunniga fru Inger till Östråt; Lucie och hennes mor drunknade 1555 på en segeltur, och Bjelke ärvde därefter nämnda gods.